# Marie-Laure de Noailles
Pour les articles homonymes, voir Bischoffsheim (homonymie).
Marie-Laure Henriette Anne Bischoffsheim, de son nom complet de naissance, par son mariage vicomtesse de Noailles, et connue comme Marie-Laure de Noailles, née le 31 octobre 1902 à Paris et morte dans la même ville le 29 janvier 1970, est une personnalité française du monde des arts, mondaine, mécène, écrivaine et artiste peintre.

## Biographie

### Famille
Marie-Laure de Noailles est née dans une famille de riches banquiers juifs allemands, établis en Belgique, et dont elle est l'unique héritière. Son père, Maurice Bischoffsheim (1875-1904), était le fils du richissime banquier et parlementaire libéral Ferdinand Bischoffsheim et de Mary Paine, une Américaine d'éducation quaker, dont il reste un portrait réalisé par John Everett Millais. 
Par sa mère, née Marie-Thérèse de Chevigné, Marie-Laure descend du marquis de Sade, puisque Marie-Thérèse était la fille de Laure (de Sade, comtesse Adhéaume) de Chevigné, l'une des modèles de la duchesse de Guermantes de Marcel Proust. Marie-Thérèse, veuve, se remaria en 1910 avec l'auteur dramatique Francis de Croisset, dont elle eut un fils et une fille.

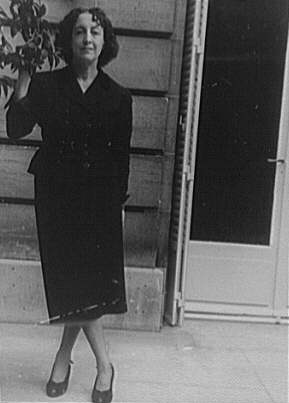
Marie-Laure de Noailles
Photo de Carl Van Vechten (1949).

Marie-Laure ne connaît pas son père, emporté par la tuberculose alors qu'elle est encore enfant. Un conseil de famille gère alors sa grande fortune. Elle vit son adolescence dans un milieu mondain et cultivé. Elle passe ses étés à la villa Croisset, à Grasse. Elle est l'amie d'enfance de Jean Cocteau, dont elle restera amoureuse toute sa vie (avec des éclipses).

### Vicomtesse de Noailles
Marie-Laure Bischoffsheim épouse en 1923 le vicomte Charles de Noailles, de onze ans son aîné, issu de l'importante famille dont la poétesse Anna de Noailles était aussi membre par alliance. De leur union naissent deux filles, Laure Madeleine Thérèse Marie de Noailles (1924-1979), qui épousera, en 1946, Bertrand de La Haye Jousselin (1920-1995), et Natalie Valentine Marie de Noailles (1927-2004), qui épousera, en 1949, Alessandro Maria Perrone (1920-1980), dont elle se séparera en 1972.
Le couple Noailles fait édifier à Hyères, dans le Var, la villa Noailles ou villa Saint-Bernard, de forme cubiste (que l'on peut visiter aujourd'hui), commandée à l'architecte Robert Mallet-Stevens. Durant ses séjours à Hyères, elle fréquente notamment la comtesse Martine de Béhague (1870-1939), mécène et collectionneuse elle-même, propriétaire de la villa La Polynésie, et dont le petit-neveu le marquis Jean-Louis de Ganay épousera sa nièce par alliance Philippine de Noailles, fille de la duchesse de Mouchy, belle-sœur de Marie-Laure.
Leur hôtel particulier, au 11, place des États-Unis dans le 16e arrondissement de Paris, héberge, pendant une quarantaine d'années, des réceptions somptueuses, où la haute société parisienne et internationale côtoyait les artistes et les intellectuels du moment, dans un intérieur Art déco créé par Jean-Michel Frank. Parmi les hôtes réguliers on peut citer Francis Poulenc, Henri Laurens, Darius Milhaud, Man Ray, Jean Hugo, Luis Buñuel, les frères Alberto et Diego Giacometti, Jacques Lacan et de nombreux autres intellectuels. L'hôtel est aujourd'hui le siège de la Maison Baccarat (Paris).
Sous l'Occupation, elle reste à Paris malgré ses origines juives. Portant une faucille et un marteau en diamants accrochés à sa veste, elle dîne avec Picasso, jugé pourtant « dégénéré » par les autorités allemandes. Elle n'est cependant pas inquiétée, notamment grâce à la protection du réseau du chorégraphe Serge Lifar.

### Mécènes et collectionneurs
Marie-Laure et Charles de Noailles ont pratiqué un mécénat à grande échelle.
Ils financent plusieurs projets cinématographiques, parmi lesquels Les Mystères du château de Dé de Man Ray(1928), tourné à la villa Noailles, le premier film de Jean Cocteau, Le Sang d'un poète (1929), le second film surréaliste de Luis Buñuel, L'Âge d'or (1930),.
En plus des commandes de musiques composées pour ces films, ils ont soutenu des compositeurs tels que Igor Stravinsky, Igor Markevitch, Francis Poulenc, Henri Sauguet et Georges Auric.
Ils ont acheté les manuscrits de René Char, Robert Desnos ou encore Georges Bataille. Laure a demandé aussi au sculpteur César de réaliser une œuvre compressée à partir de sa limousine ZIL, qu'elle installe dans son hôtel particulier parisien.
Ils ont rassemblé par ailleurs une très importante collection d'œuvres d'art, tant anciennes que modernes. Parmi les peintres dont les nombreux tableaux ornaient leur hôtel, Van Dyck, Rubens, Watteau, Goya, Géricault, Delacroix, Decamps, Edward Burne-Jones,  mais également Braque, Klee, Matisse, Picasso, Balthus qui fait le portrait de Marie-Laure en 1936, Mondrian, Max Ernst, Joan Miró, Gaston-Louis Roux. Et Jean Cocteau, son éternel ami, qui a également réalisé son portrait,.

### Liaisons et amitiés
Les amis et relations de Marie-Laure de Noailles étaient nombreux. Elle aimait en particulier s'entourer d'artistes souvent plus jeunes qu'elle. 

Lorsqu'il s'avère que son mariage bat de l'aile, elle a des liaisons ou des amitiés amoureuses avec des femmes peut-être, et des hommes souvent homosexuels (comme Cocteau) ou bisexuels, dont le millionnaire et mécène anglais Edward James, en 1933, le compositeur Igor Markevitch,, de onze ans son cadet, de 1933 à 1938 , Michel Petitjean, de huit ans son cadet, en 1938, l'illustrateur américain Tom Keogh à la fin des années 1940, le peintre Oscar Dominguez, qui se suicide en 1957,, le manadier (propriétaire d'un élevage de taureaux en Camargue) Jean Lafont. Elle est parfois citée comme une égérie LGBT ou gay, par son milieu amical artistique avant-gardiste et moderne sur tous les plans et ses liaisons masculines en relation, même si sa propre bisexualité n'est pas établie.
Elle a offert également plus ou moins longuement ou fréquemment l'hospitalité, soit à Paris, soit à Hyères, à ses amis René Crevel, qui se suicide en 1935, Salvador Dalí, Robert Veyron-Lacroix, Serge Lifar, Roger Peyrefitte, Ned Rorem, Dino di Méo, Pierre Bergé, James Lord, Yves Saint Laurent, Patrick Mazery, François-Marie Banier, Jacques Grange, Marcel Schneider.
Dans les années 1960, elle soutient le jeune comédien Pierre Clémenti ; elle apparaît dans les films réalisés à la villa Noailles par Clementi et elle devient la marraine de son fils.
Plus tard, outre son goût pour la musique contemporaine, la vicomtesse s'entiche de compositeurs ou chanteurs populaires, tels que Cole Porter, Gilbert Bécaud, Johnny Hallyday, et Salvatore Adamo auquel elle offre une somptueuse fête d'anniversaire à Hyères.

### Dernières années
Les surréalistes n'étant plus, Marie-Laure de Noailles rejoint, en 1955, le mouvement littéraire Les Hussards qui édite alors les Cahiers des saisons ; elle les soutient aussi dans leur opposition au Nouveau Roman. Elle assiste aux déjeuners mensuels qui se tiennent au restaurant Le Procope, dont elle règle la note. Elle y rencontre notamment Jacques Brenner, Marcel Schneider, Matthieu Galey et Solange Fasquelle (née La Rochefoucauld).
En mai 68, elle retrouve son « âme de gauche » (ou ses racines anarchistes) et se fait conduire en Rolls-Royce près des barricades du Quartier latin, accompagnée de  Pierre Clémenti, afin d'y soutenir les étudiants contestataires.

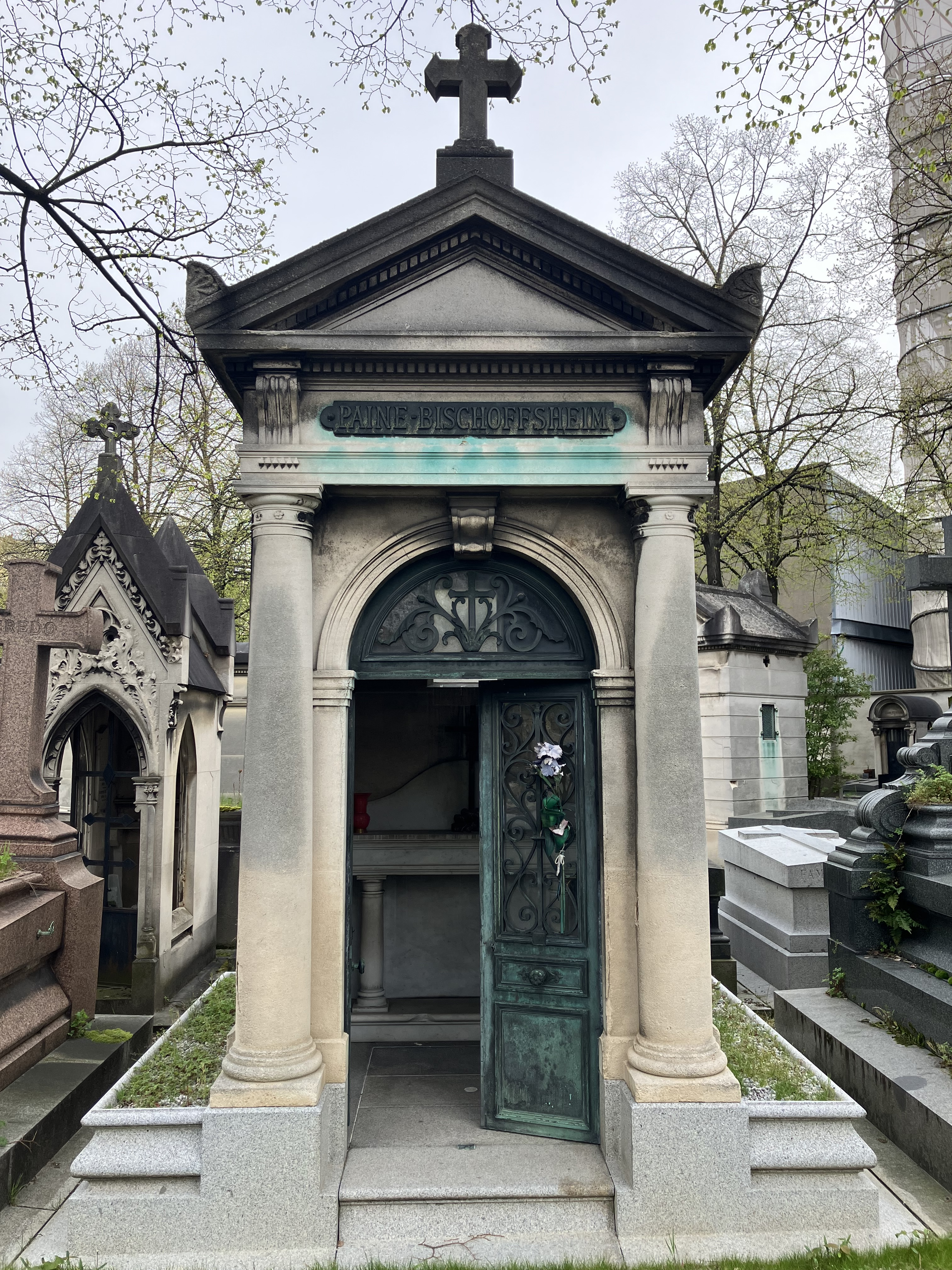
Chapelle funéraire de Marie-Laure de Noailles.

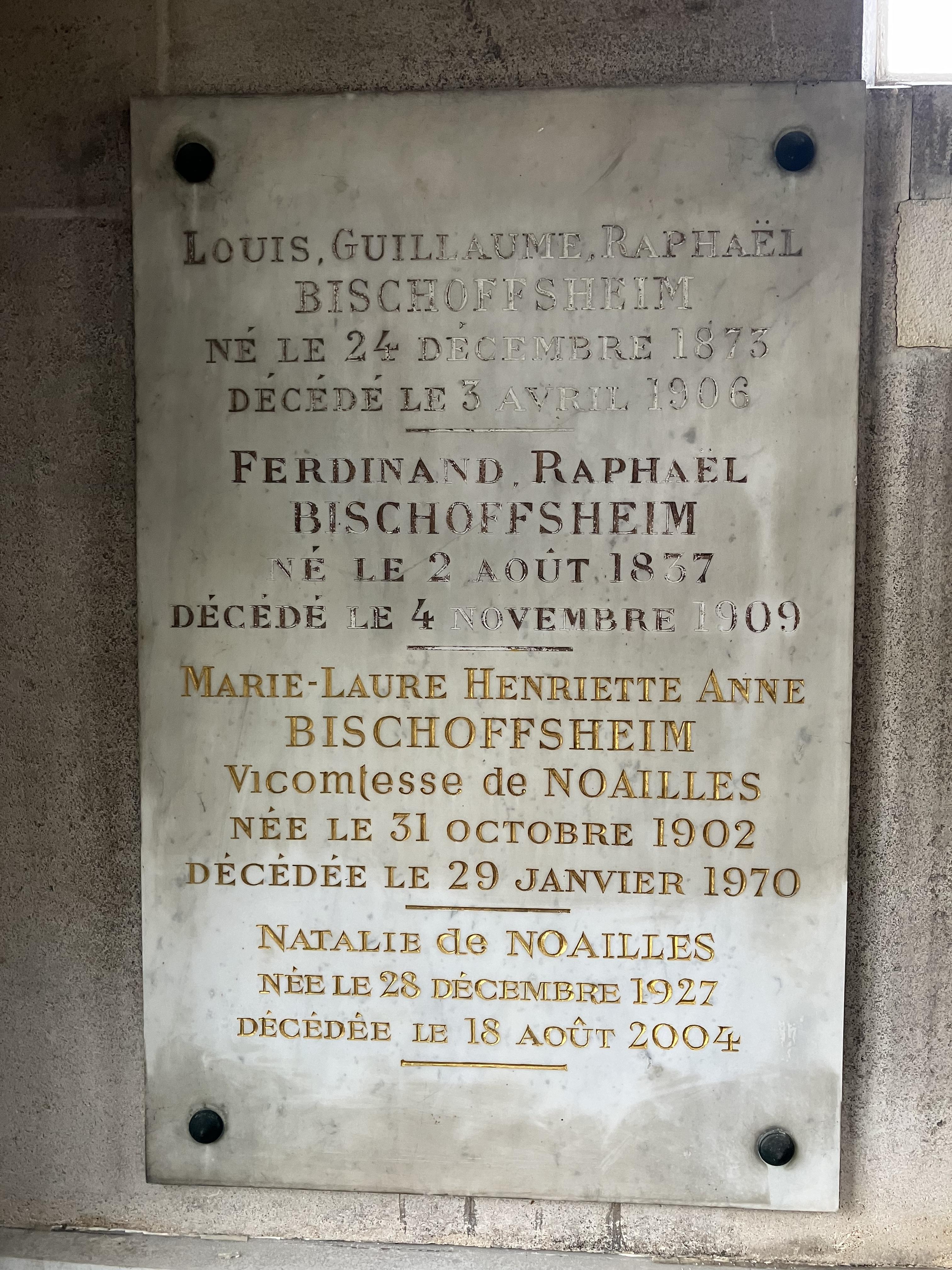
Plaque funéraire.

Elle meurt d'une embolie, le 29 janvier 1970 en l'hôtel Noailles à Paris. Après des obsèques en l'église Saint-Pierre-de-Chaillot, elle est inhumée dans le caveau Bischoffsheim, avenue Thierry, vingt-huitième division au cimetière du Montparnasse. 
Après sa mort, son mari délaisse leur hôtel particulier parisien et réside surtout à Grasse.

## Portraits de Marie-Laure

### Peinture
- Jean Cocteau
- Salvador Dalí (1932)
- Balthus (1936)
- Matisse
- Valentine Hugo
- Enrico Baj

### Photographie
- Man Ray
- Dora Maar
- George Hoyningen-Huene
- Roger Schall
- Willy Maywald
- Carl Van Vechten
- André Rogi

## Publications

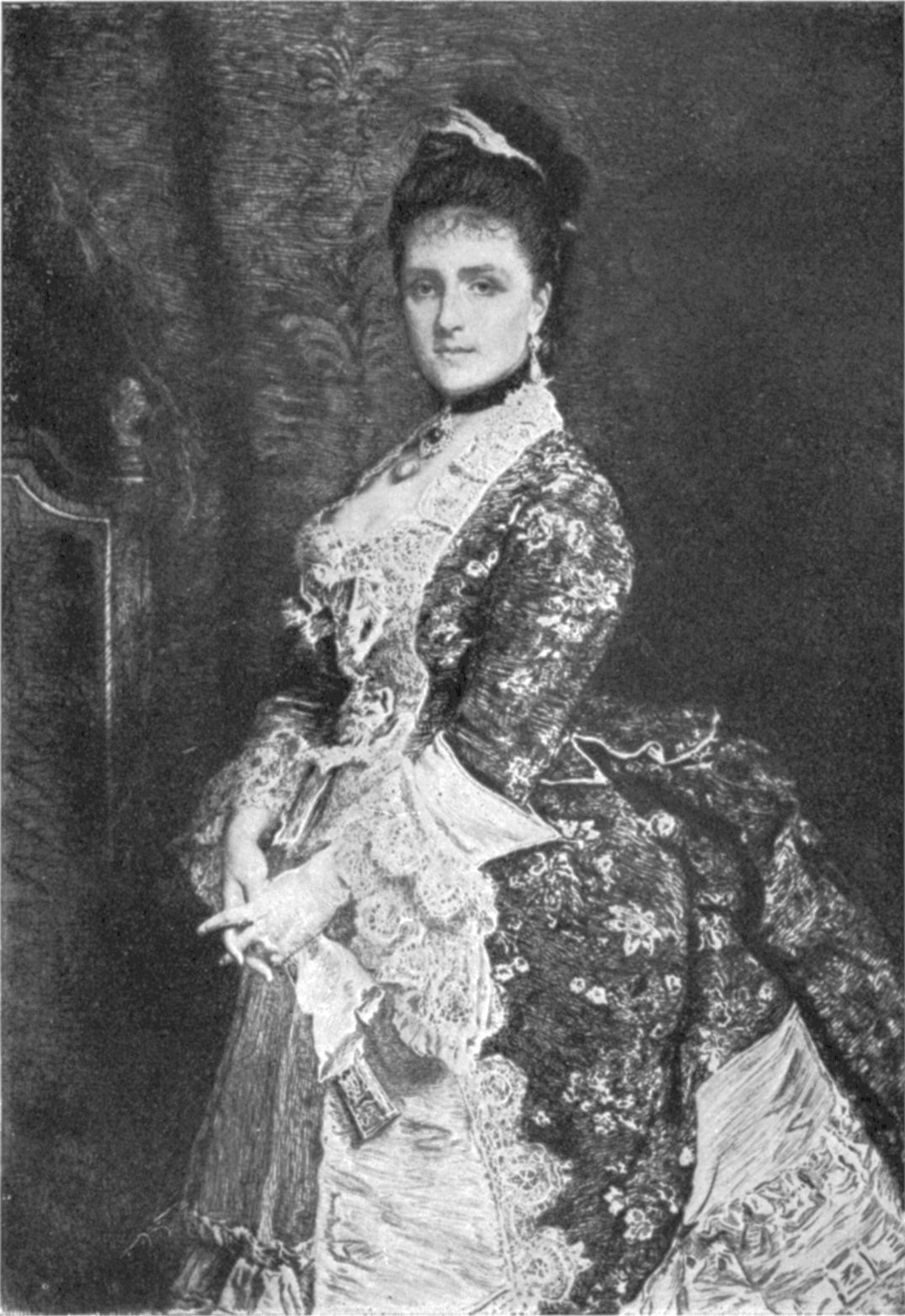
Portrait de Mme Bischoffsheim, grand-mère de la vicomtesse de Noailles, par John Everett Millais.

- Dix ans sur terre, Paris, 1937, livre dédié à Serge Lifar.
- Les Croquevivant, Paris, Delamain et Boutelleau, 1938.
- La Tour de Babel, Villeneuve-lès-Avignon, 1942.
- L'An Quarante, Paris, Jeanne Bucher, 1943.
- La Viole d'amour, Paris, Confluences, 1944.
- Les Îles invisibles, Paris, 1945.
- Chanson verte et autres poésies, traduction de poèmes d'Edith Sitwell, Paris, Confluences, 1946.
- Cires perdues, Paris, Pierre Seghers, 1953.
  - Deux poèmes de ce recueil
- La Chambre des écureuils, roman, Paris, Plon, 1955.
- Lettres provençales, Toulon, 1957.
- Journal d'un peintre, Paris, René Julliard, 1966.

## Dans la fiction
La vicomtesse de Noailles est un personnage secondaire du film d'animation Buñuel après l'âge d'or (2018).

### Archives
- Fonds Charles et Marie-Laure de Noailles (1928-1938) [archives écrites et photographiques ; 6 boites].  Cote : NOAI 1 - 6. Paris : Bibliothèque Kandinsky, Centre Pompidou (présentation en ligne).